# GruppeM Racing
GruppeM Racing, en forme longue GruppeM Racing Inc. est une écurie de sport automobile hongkongaise fondée par Kenny Chen, un homme d'affaires hongkongais. En 2005, l'écurie a notamment remportée le championnat FIA GT dans la catégorie GT2.

## Historique
En 2004, l'écurie remporte le championnat britannique de voitures de grand tourisme, avec les pilotes Tim Sugden et Jonny Cocker.
En 2005, l'écurie remporte le championnat FIA GT dans la catégorie GT2. L'écurie obtient notamment un troisième doublé lors de la manche qui a lieu sur le circuit d'Imola.
En 2017, GruppeM Racing annonce son retour en sport automobile par le biais du championnat Blancpain GT Series Asia, dont la première édition a lieu en 2017. L'une des deux Mercedes-AMG GT3 sera pilotée par Maximilian Buhk et Hunter Abbott. La seconde auto sera pilotée par Tim Sugden et Jules Szymkowiak,,.
En 2018, l'écurie remporte les 10 Heures de Suzuka avec Tristan Vautier, Raffaele Marciello et Maro Engel.